# MHC Bodegraven
MHC Bodegraven was een Nederlandse hockeyclub uit Bodegraven.
De club werd in 1982 opgericht en fuseerde in 2010 met HC Reeuwijk tot HCRB. De club speelde in een lichtblauw tenue op het ESTO-terrein aan de Gruttostraat naast VV ESTO waar het beschikte over één kunstgrasveld (zand).